# Castanheiras
Castanheiras é um município brasileiro do estado de Rondônia. Localiza-se a uma latitude 11º25'03" sul e a uma longitude 61º56'19" oeste, estando a uma altitude de 190 metros. Sua população estimada em 2010 era de 3.581 habitantes. Possui uma área de 893 km².
Com o nome de Castanheiras, o município foi criado pela Lei nº 366, de 13 de fevereiro de 1992, com área desmembrada do Município de Rolim de Moura.